# Euryschema tricycla
Euryschema tricycla är en fjärilsart som beskrevs av Turner 1925. Euryschema tricycla ingår i släktet Euryschema och familjen nattflyn. Inga underarter finns listade i Catalogue of Life.